# Гута-Блендовська
Гута-Блендовська (пол. Huta Błędowska) — село в Польщі, у гміні Блендув Груєцького повіту Мазовецького воєводства.
Населення — 132 особи (2011).
У 1975-1998 роках село належало до Радомського воєводства.

## Демографія
Демографічна структура станом на 31 березня 2011 року:
|          | Загалом | Допрацездатний вік | Працездатний вік | Постпрацездатний вік |
| -------- | ------- | ------------------ | ---------------- | -------------------- |
| Чоловіки | 62      | 11                 | 44               | 7                    |
| Жінки    | 70      | 18                 | 38               | 14                   |
| Разом    | 132     | 29                 | 82               | 21                   |